# Caleb Fundanga
Caleb Fundanga ist Direktor der Zentralbank von Sambia.
Caleb Fundanga studierte an den Universitäten in Lusaka, Manchester und Konstanz. Er schloss seine Studien in Wirtschaftswissenschaften mit der Promotion ab.
Caleb Fundanga arbeitete als höherer Berater des Präsidenten der Afrikanischen Entwicklungsbank in Abidjan, der Hauptstadt der Elfenbeinküste, danach als Direktor der AEB für das südliche Afrika und schließlich als Ständiger Sekretär im Kabinettsbüro und im Finanzministerium in Sambia, wobei er nebenher Wirtschaft an der Universität von Sambia lehrte.
Caleb Fundanga wurde am 19. April 2002 zum Direktor der Zentralbank von Sambia berufen. Er löste Jacob Mwanza ab, der mit 65 Jahren die Altersgrenze erreicht hatte. Seine Berufung auf diesen Posten war erwartet worden, doch nicht zu einem so frühen Zeitpunkt.
2002 wurde er in den Beirat des African Economic Research Consortium in Nairobi berufen.